# Causa común y causa especial
| Tipo de variación | Sinónimos                                              |
| ----------------- | ------------------------------------------------------ |
| Causa común       | Causa probable Causa no asignable Ruido Patrón natural |
| Causa especial    | Causa asignable Señal Patrón no natural                |

Las causas comunes y las causas especiales son dos tipos distintos de origen de variación en un proceso, como está definido en el pensamiento y métodos estadísticos de Walter A. Shewhart y W. Edwards Deming. Brevemente, causa común es la variación usual, histórica, cuantificable en un sistema, mientras que causa especial son las variaciones inusuales, previamente no observadas, no cuantificables.
La distinción es fundamental en la filosofía de las estadísticas y la filosofía de la probabilidad, con diferentes tratamientos de estos temas siendo un problema clásico de las interpretaciones de la probabilidad, esto fue reconocido y discutido tan tempranamente como en 1703 por Gottfried Leibniz; sin perjuicio de se han usado varios nombres alternativos a través de los años.
La distinción ha sido particularmente importante en el pensamiento de los economistas Frank Knight, John Maynard Keynes y G. L. S. Shackle.

## Orígenes y conceptos
En 1703, Jacob Bernoulli escribió a Gottfried Leibniz para discutir sobre su interés mutuo en aplicar las matemáticas y las probabilidades a los juegos de azar. Bernoulli especulaba que si sería posible obtener datos de mortalidad usando las lápidas y a partir de estos datos calcular, por el solo hecho de su existencia, la probabilidad de que un hombre actualmente de 20 años viviera más que un hombre de 60 años. Leibniz respondió que dudaba que esto fuera posible ya que:
La naturaleza ha establecido patrones originándose en la recurrencia de los eventos pero sólo para la mayoría. Nuevas enfermedades inundan a la raza humana, así que no importa cuántos experimentos se haya hecho en cadáveres, no se puede imponer un límite a la naturaleza de los eventos que sucedan en el futuro para que ellos no varíen.
Esto captura la idea central de que alguna variación es predecible, al menos aproximadamente en su frecuencia. Esta variación de causa común es evidente de la base de experiencia. Sin embargo, fenómenos nuevos, anticipados, emergentes o previamente ignorados (por ejemplo: nuevas enfermedades) resultan en una variación que se encuentra fuera de la base de experiencia histórica. Shewhart y Deming argumentaron que tales variaciones de causa especial son fundamentalmente impredecibles en frecuencia de ocurrencia o en severidad.
John Maynard Keynes enfatizó la importancia de la variación de causa especial cuando él escribió:
Por conocimiento “incierto”... No es solamente para distinguir lo que es conocido como certeza de lo que es sólo probable. El juego de la ruleta, en este sentido, no está sujeto a la incerteza... El sentido en el que estoy usando el término es en relación al prospecto de que una guerra europea es incierto, o del precio del cobre y la tasa de interés en veinte años más, o la obsolescencia de una nueva invención... En todos estos temas no hay base científica sobre la cual afirmar ningún cálculo de probabilidad. ¡Simplemente no lo sabemos!

## Definiciones

### Variación de causa común
La variación de causa común está caracterizada por:
- Fenómeno constantemente activo al interior del sistema;
- Variación predecible probabilísticamente;
- Variación irregular dentro de una base de experiencia histórica; y
- Carencia de significancia de valores individuales altos o bajos.

Los resultados de una ruleta perfectamente balanceada son buenos ejemplos de una variación de causa común. La variación de causa común es el ruido dentro del sistema.
Walter A. Shewhart originalmente usó el término causa probable. El término causa común fue acuñado por Harry Alpert en 1947. La Western Electric Company usó el término patrón natural. Shewhart llamó a un proceso que se caracteriza por tener sólo variación de causa común como estando en control estadístico. Este término ha sido abandonado por algunos estadísticos modernos que prefieren usar la frase estable y predecible.

### Variación de causa especial
La variación de causa especial se caracteriza por:
- Fenómeno nuevo, sin anticipar, emergente o previamente ignorado dentro del sistema;
- Variación inherentemente impredecible, incluso probabilísticamente;
- Variación fuera de la base de experiencia histórica; y
- Evidencia de algún cambio inherente en el sistema o de nuestro conocimiento de él.

La variación de causa especial siempre llega como sorpresa. Es la señal desde el interior del sistema.
Walter A. Shewhart usó originalmente el término causa asignable. El término causa especial fue acuñado por W. Edwards Deming. La Western Electric Company usó el término patrón no natural.

## Ejemplos

### Causas comunes
- Procedimientos inapropiados
- Pobre diseño
- Pobre mantenimiento de máquinas
- Carencia de procedimientos estándares de operación claramente definidos
- Pobres condiciones de trabajo, por ejemplo, iluminación, ruido, polvo, temperatura, ventilación
- Materia prima subestándar
- Aseguramiento del error
- Error en el control de calidad
- Vibración en procesos industriales
- Temperatura y humedad ambiental
- Desgaste y roturas normales
- Variabilidad en los ajustes
- Tiempo de respuesta de los computadores

### Causas especiales
- Pobre ajuste del equipo
- Operador se queda dormido
- Controladores defectuosos
- Malfuncionamiento de las máquinas
- Malfuncionamiento de los computadores
- Lote de materia prima de mala calidad
- Variaciones de energía
- Alta demanda de cuidados médicos por los ancianos
- Tráfico anormal (fraude de clicks) en los avisos de internet[4]
- Tiempo de duración de las pruebas de laboratorio extremadamente grandes debido al cambio a un nuevo sistema de computadores
- Ausencia del operador[5]

## Importancia para laeconomía
En la economía, este círculo de ideas es referida como la incertidumbre knightiana. Tanto John Maynard Keynes como Frank Knight discutieron la inherente impredicibilidad de los sistemas económicos en sus trabajos y la usaron para criticar la aproximación matemática a la economía, en términos de utilidades esperadas, desarrollada por Ludwig von Mises y otros. Keynes en particular argumentó que los sistemas económicos no tienden en forma automática al equilibrio del pleno empleo debido a la inhabilidad de sus agentes para predecir el futuro. Como él observó en The General Theory of Employment, Interest and Money (en castellano: Teoría General del Empleo, el Interés y el Dinero):
... como seres vivos y activos, estamos forzados a actuar... [incluso cuando] nuestro conocimiento actual no proporciona suficiente base para una expectativa calculada matemáticamente.
El pensamiento de Keynes estaba en contra del liberalismo clásico de la escuela austríaca de economistas, pero G. L. S. Shackle reconoció la importancia de la visión de Keynes y buscó formalizar una filosofía del mercado libre.
En la economía financiera, la teoría del cisne negro planteada por Nassim Nicholas Taleb está basada en la significancia y la impredicibilidad de las causas especiales.

## Importancia para administración industrial y de la calidad
Una falla de causa especial es una falla que puede ser corregida cambiando un componente o proceso, mientras que una falla de causa común es equivalente al ruido en el sistema y no se pueden realizar acciones específicas para prevenir ese tipo de fallas.
Harry Alpert observó:
Un motín ocurre en una prisión. Las autoridades y sociólogos emiten un detallado informe acerca de la prisión, con una completa explicación de por qué y cómo sucedió el evento, ignorando el hecho de que las causas eran comunes a la mayoría de las prisiones, y que el motín podría suceder nuevamente en otro lugar.
La cita reconoce que existe la tentación a reaccionar a una situación extrema y verla como significante, incluso donde sus causas son comunes a muchos situaciones y que las circunstancias distintivas que rodean su ocurrencia son solo el resultado del azar. Tal comportamiento tiene muchas implicancias para la administración, a menudo llevando a intervenciones en procesos que solo incrementan el nivel de variación y frecuencia de los resultados indeseables.
Deming y Shewhart abogaron por el gráfico de control como un medio de manejar un proceso de negocio de una forma económicamente eficiente.

## Importancia para la estadística

### Deming y Shewhart
Dentro de la estructura de probabilidad de la frecuencia, no existe un proceso por el cual se pueda asignar una probabilidad a una futura ocurrencia de una causa especial. Sin embargo la aproximación Bayesiana permite que tal probabilidad sea especificada. La existencia de una variación de causa especial llevó a Keynes y a Deming a interesarse en la probabilidad bayesiana pero no se ha planteado una síntesis formal al respecto. La mayor parte de los estadísticos de la escuela Shewhart-Deming opinan que las causas especiales no están integradas en la experiencia o en el pensamiento actual (que es porque ellas se presentan sorpresivamente) así que cualquier probabilidad subjetiva está condenada a estar en la práctica sin esperanza malamente calibrada.
Es inmediatamente aparente de la cita de Leibniz mencionada arriba que hay implicaciones para el muestreo. Deming observó que cualquier actividad de pronóstico, la población es la de futuros eventos mientras que el contexto de muestro es, inevitablemente, algún subconjunto de eventos históricos. Deming sostuvo que la naturaleza disjunta de la población y del contexto de muestreo era una problemática inherente una vez que la existencia de una vez que se admitía la existencia de una variación de causa especial, rechazando el uso general de la probabilidad y de la estadística convencional en tales situaciones. Él artículo la dificultad como la distinción entre los estudios estadísticos analíticos y enumerativos.
Shewhart argumentó que, como los procesos sujetos a variaciones de causas especiales eran inherentemente impredecibles, las técnicas de probabilidad usuales no podían ser usadas para separar la variación de causa especial de la de causa común. Él desarrolló el gráfico de control como una heurística estadística para distinguir los dos tipos de variaciones. Tanto Deming como Shewhart abogaron por el gráfico de control como un medio de evaluar el estado de control estadístico de un proceso y como una base para el pronóstico.

### Keynes
Keynes identificó tres dominios de probabilidad:
- Probabilidad de la frecuencia;
- Probabilidad subjetiva o bayesiana; y
- Eventos que caen fuera de la posibilidad de cualquier descripción en términos de probabilidad (causas especiales)

- y buscó la base para una teoría de la probabilidad al respecto.

## En la ingeniería
La falla de modo común, o causa común, tiene un significado más específico en ingeniería. Se refiere a eventos que no son estadísticamente independientes. Esto es, las fallas en múltiples partes de un sistema causados por una sola falla, particularmente fallas aleatorias debidas a condiciones ambientales o de envejecimiento. Un ejemplo es cuando todas las bombas de un sistema de aspersión contra incendios están localizadas en una sola habitación. Si esta se vuelve demasiado caliente para que las bombas operen, esencialmente ellas fallarán al mismo tiempo, de solo una causa (la temperatura en la habitación).
Por ejemplo, en un sistema electrónico, una falla en una fuente de energía que inyecta ruido en una línea de abastecimiento puede causar fallas en múltiples subsistemas.
Esto es particularmente importante en sistemas críticos para la seguridad que usan múltiples canales redundantes. Si la probabilidad de una falla en un subsistema es p, entonces se podría esperar que un canal N del sistema tendría una probabilidad de falla de pN. Sin embargo, en la práctica, la probabilidad de falla es mucho más alta debido a que ellos no son estadísticamente independientes; por ejemplo, la radiación ionizante o la interferencia electromagnética (en inglés: ElectroMagnetic Interference, EMI) pueden afectar a ambos canales.
El principio de redundancia establece que, cuando los eventos de falla de un componente son estadísticamente independientes, las probabilidades de su ocurrencia simultánea se multiplican. Así, por ejemplo, si la probabilidad de falla de un componente de un sistema es una en mil por año, la probabilidad de una falla simultánea de dos de ellos es de una en un millón por año, basado en el hecho en que ambos son estadísticamente independientes. Este principio favorece la estrategia de la redundancia de los componentes. Una implementación de esta estrategia es en la solución conocida como RAID 1, donde dos discos duros almacenan los datos de un computador en forma redundante.
Pero incluso así pueden existir muchos modos comunes: considérese un RAID1 donde dos discos son comprados a través de internet e instalados en un computador, se pueden dar los siguientes modos comunes:
- Lo más probable es que los discos sean del mismo fabricante y del mismo modelo, por lo tanto ellos tienen los mismos defectos de diseño.
- Es probable que los dos discos tengan números de serie similares, de esa forma ellos pueden compartir cualquier defecto de fabricación que afecten al mismo lote de producción.
- Es probable que ambos discos hayan sido embarcados al mismo tiempo, y por eso es que es probable que hayan sufrido los mismos daños de transporte.
- Cuando se instalen ambos discos estarán conectados a la misma fuente de poder, haciéndolos vulnerables a los mismos problemas relacionados con esa fuente.
- Cuando se instalen ambos discos estarán en el mismo gabinete, haciéndolos vulnerables a los mismos eventos de sobrecalentamiento.
- Ambos estarán conectados a la misma tarjeta o placa madre, y controlados por el mismo software, que puede tener errores de programación.
- Debido a la misma naturaleza del RADI1, ambos discos estarán sujetos a la misma carga de trabajo y con patrones de acceso muy similares, sometiéndolos a las mismas condiciones de trabajo.

También, si los eventos de una falla de dos componentes tienen una máxima dependencia estadística, la probabilidad de una falla simultánea es idéntica a la probabilidad de falla de cada uno de ellos en forma individual. En tal caso, las ventajas de la redundancia son negadas. Entre las estrategias para evitar los modos de falla comunes incluye mantener a los componentes redundantes físicamente aislados.
Un muy buen ejemplo de redundancia con aislación es una central nuclear. El nuevo reactor de agua en ebullición avanzado tienen tres divisiones para los sistemas de emergencia para la refrigeración del núcleo, cada uno con sus propios generadores y bombas y cada uno aislado el uno del otro. El nuevo reactor de agua a presión europeo tiene dos edificios de contenimiento, uno al interior del otro. Sin embargo, incluso así no es imposible que ocurra una falla de modo común, por ejemplo, una causada por un altamente improbable terremoto de 9 grados en la escala de Richter.

## Nota
- Esta obra contiene una traducción  derivada de «Common-cause and special-cause» de Wikipedia en inglés, concretamente de esta versión, publicada por sus editores bajo la Licencia de documentación libre de GNU y la Licencia Creative Commons Atribución-CompartirIgual 4.0 Internacional.